# Seigneurie de l'Île-Perrot

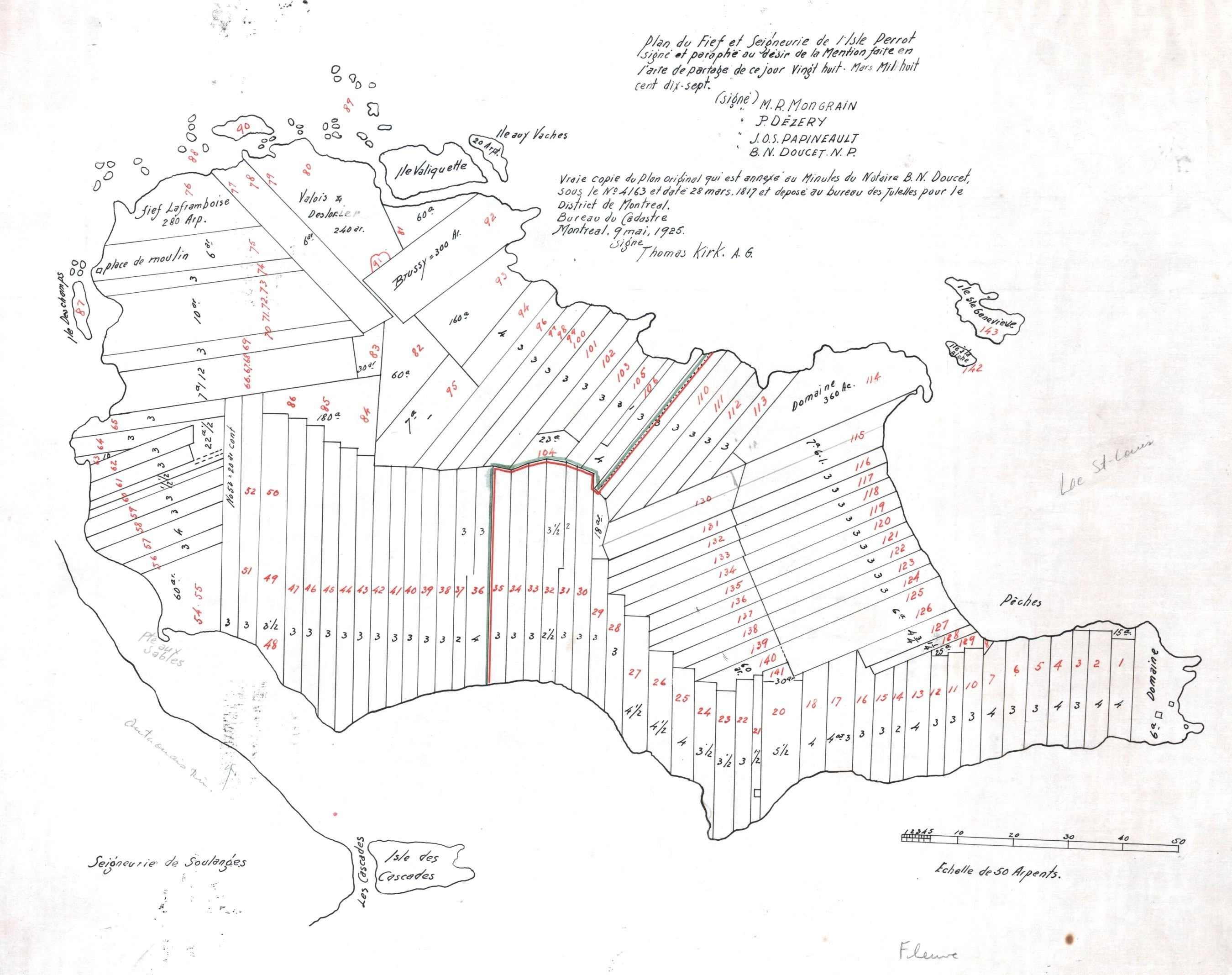
L'île Perrot en 1817

La seigneurie de l'isle Perrot était une seigneurie lors de la colonisation française de la Nouvelle-France.

## Géographie
La seigneurie comprend l'île Perrot, à l'ouest de l'île de Montréal, de même que l'île aux Pins, l'île Sainte-Geneviève et les îles Saint-Gilles. Le territoire englobe aujourd'hui les municipalités de L'Île-Perrot, Notre-Dame-de-l'Île-Perrot, Pincourt et Terrasse-Vaudreuil.

## Histoire
Avant le commencement de la colonisation française, l’île Perrot est habitée par des tribus amérindiennes de cultures owasco et iroquoïenne, qui l’appellent « Teionnonskwaronte », ce qui signifie l’île en forme de face de vache.
Le 29 octobre 1672, François-Marie Perrot, gouverneur de Montréal et capitaine du régiment d'Auvergne, se fait concéder la seigneurie de l'isle Perrot, couvrant toute l'île qui porte maintenant son nom, située à l'ouest de Montréal au confluent du fleuve Saint-Laurent et de la rivière des Outaouais, entre le lac Saint-Louis et le lac des Deux Montagnes, par l'intendant de la Nouvelle-France Jean Talon, oncle de son épouse, Madeleine La Guide Meynier. Perrot confie la gestion de sa seigneurie et des postes de traite qu'il y installe à son lieutenant Antoine de La Fresnaye de Brucy, qui y construit un magasin de traite en 1674 et se fait concéder un fief de 10 arpents sur 30 en 1684 (sur le territoire actuel de la Ville de L'Île-Perrot). Perrot emploie des coureurs de bois, ce qui permet de devancer les trafiquants de fourrures de Montréal. Comme de telles entreprises sont prohibées, les habitants de Montréal protestent mais Perrot, qui est gouverneur de Montréal, a recours à la force pour faire cesser les protestations. Les premiers fermiers cultivent les fermes du Domaine du sieur Perrot à compter de 1675. Ce domaine s'étendait de la Pointe-du-Domaine, qui est une zone marécageuse où coule toujours un ruisseau, jusqu'au milieu de la Grande Anse. En 1684, la seigneurie est vendue par Perrot à Charles Le Moyne, avant son départ pour l'Acadie où il est muté comme gouverneur.

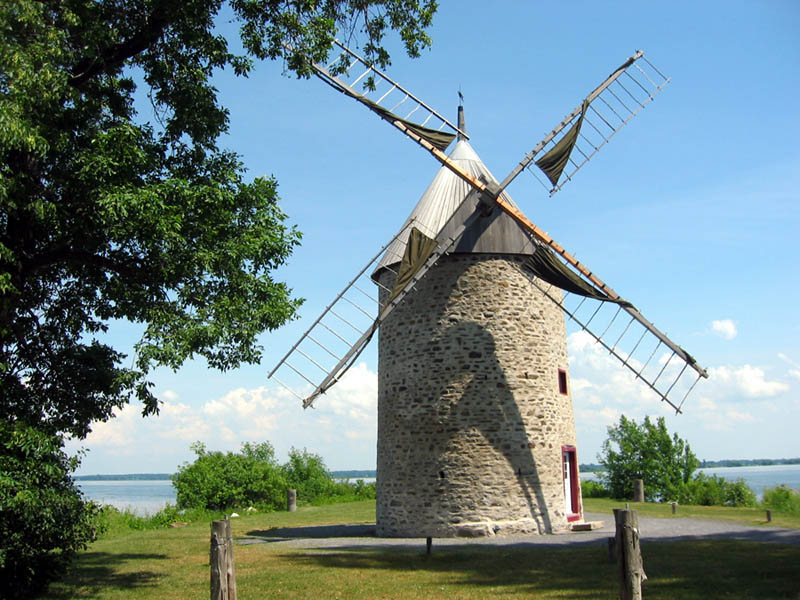
Moulin à vent de Pointe-du-Moulin

Joseph Trottier Desruisseaux fait l'acquisition de la seigneurie de l'île Perrot de la succession de Charles LeMoyne en 1703. Au moment de la cérémonie de Foy et hommage au Roy de France rendu par le seigneur Trottier Desruisseaux en 1704, il y a 11 lots habités dans la seigneurie. En 1707-1708, Trottier fait construire le moulin à vent par Jean Mars, maître maçon, au coût de 700 livres. Léonard Paillé dit Paillard, termine les travaux au moulin à vent en 1708. Situé à la Pointe-du-Moulin, du côté sud-est de l'île, le bâtiment profite des vents dominants qui faisaient tourner ses ailes. Ce moulin aurait ultérieurement servi de poste d'observation par les miliciens pour surveiller les allées et venues sur le fleuve et le lac Saint-Louis.
Françoise Cuillerier succède à son mari, Joseph Trottier Desruisseaux, en 1714, après le décès de ce dernier tué à l'hiver 1713 au pays des Sioux, dans la région du lac Michigan. Durant son règne comme seigneuresse, qui se termine en 1750, Françoise Cuillerier concéde quelque 90 terres dans l'île Perrot, dans la Grande Anse, Brideloup, l'anse au Sable et du côté nord de l'île ainsi que sur la côte Saint-Joseph, à l'arrière des terres de la Grande Anse. Mise en faillite en 1750, la seigneurie est rachetée en 1751 par Jean-Baptiste Leduc, époux de Françoise Trottier Desruisseaux et gendre de Françoise Cuillerier. Leduc est seigneur de l'île Perrot jusqu'en 1785. Thomas Dennis père, marchand de Soulanges, rachète la seigneurie vendue par enchère publique en 1785. Il décède en 1792 après avoir rétabli le moulin à vent et le manoir seigneurial. Son fils Thomas lui succède, mais décède cinq ans plus tard, probablement victime d'un accident. Archange Campeau, sa veuve, ainsi que leurs jeunes enfants, et sa mère cohéritent de la seigneurie. Les veuves et les enfants décèdent entre 1799 et 1808. Sans héritiers directs, la seigneurie est finalement divisée en deux parties entre Pierre-Amable Dézery et Régis-Maurice Mongrain en 1817. L'abolition du régime seigneurial en 1854 donne naissance à la Corporation de la municipalité de la paroisse Sainte-Jeanne de l'Isle Perrot dont le premier conseil municipal commence à siéger en 1855. 
La première chapelle dans l'île Perrot est construite à la pointe du moulin en 1740, sur un lot donné par Françoise Cuillerier et situé à la limite de son domaine et de la terre de son voisin, Antoine Hunault Deschamps.  Une plaque en plomb marquée au sceau de l'intendant Gilles Hocquart est retrouvée lors de fouilles effectuées sur les lieux en 1953; elle est conservée au Musée régional de Vaudreuil-Soulanges.  L'église Sainte-Jeanne de Chantal, située au sud de l'île, est construite en 1774 par Basile Proulx. Elle doit son nom à Jeanne Françoise Frémiot, baronne de Chantal, fondatrice des Visitandines et qui est canonisée par le pape Clément XIII en 1767. Françoise Cuillerier voue une grande dévotion à cette religieuse d'où semble-t-il l'origine du choix de ce nom pour cette église qui est classée monument historique par la Commission des monuments historiques du Québec en 1961. L'église est agrandie en 1812 (transepts, chœur et sacristie) et elle est ornée de bois sculptés par Joseph Turcot (de 1812 à 1819) et par Louis Le Prohon (1828-1830). Une toile représentant sainte Jeanne de Chantal acquise en 1791 est placée au-dessus du maître autel. L'attribution la plus probable, selon un inventaire déposé au ministère de la Culture par le Musée régional de Vaudreuil-Soulanges, en 2013, indique qu'elle serait l'œuvre du peintre Louis-Chrétien de Heer. L'église possède des fonts baptismaux en bois sculpté, des médaillons acquis en 1832, attribués à Louis Le Prohon, un orgue et des bancs des frères Casavant et un chemin de croix signé par Médard Bourgault, acquis en 2010. La façade de l'église est refaite en 1901, après que le clocher eut été fortement endommagé par des vents violents, vers 1897. L'abbé François-Joseph Cazeneuve, nommé en 1789, est le premier curé à vivre en permanence dans le presbytère construit en 1780.
En 1855, la municipalité de la paroisse de Sainte-Jeanne de l'Isle Perrot est instaurée.Son premier maire est Joseph Daoust. Son territoire couvre tout l'île Perrot. Avec les détachements des territoires de Notre-Dame-de-l'Île-Perrot,en 1947, puis de Pincourt en 1949, la Corporation municipale de l'île Perrot poursuit les activités de la municipalité originale, elle est aujourd'hui connue sous le nom de Ville de L'Île-Perrot, . La municipalité de Terrasse-Vaudreuil commence son développement vers 1954 dans la section ouest de l'île devant le lac des Deux-Montagnes.

## Seigneurs
| Période   | Seigneur                                       |
| --------- | ---------------------------------------------- |
| 1672-1684 | François-Marie Perrot                          |
| 1684-1703 | Charles Le Moyne et succession                 |
| 1703-1713 | Joseph Trottier Desruisseaux                   |
| 1714-1751 | Françoise Cuillerier                           |
| 1751-1785 | Jean-Baptiste Leduc                            |
| 1785-1792 | Thomas Dennis père                             |
| 1792-1797 | Thomas Dennis fils                             |
| 1797-1808 | Archange Campeau et succession                 |
| 1817      | Pierre-Amable Dézéry et Régis-Maurice Mongrain |